# Park Narodowy „Ķemeri”
Park Narodowy „Ķemeri” (łot. Ķemeru nacionālais parks) – park narodowy założony w 1997 roku w pobliżu Jurmały na Łotwie. Trzeci co do wielkości park narodowy Łotwy – o powierzchni 381,65 km².

## Historia
Park słynie z wód mineralnych, wykorzystywanych w pobliskich uzdrowiskach. Znajduje się w sieci Natura 2000.
Znajdują się tu lasy, bagna, torfowiska wysokie, łąki, a także płytkie przybrzeżne jeziora i wydmy porośnięte suchymi lasami sosnowymi. Lasy zajmują 57% powierzchni parku, bagna 27%, a 10% powierzchni parku to wody.

## Flora i fauna
Tereny parku są ważnym miejscem odpoczynku dla ptaków wędrownych, występują tu rzadkie i zagrożone gatunki zwierząt oraz roślin i grzybów. W parku występuje około 97 gatunków chronionych roślin. Wśród fauny spotkać można sarny, jelenie, łosie, lisy, rysie i wydry oraz wiele gatunków nietoperzy, bociany czarne, bieliki, orliki krzykliwe i derkacze. Podmokłe lasy są siedzibą dla rzadkich gatunków dzięciołów, dzięcioła białogrzbietego, dzięcioła średniego i dzięcioła zielonosiwego.